# Николай Табаков (политик)
Николай Димитров Табаков е български музикант, художник и политик от ДСБ. Народен представител от коалиция „Демократична България“ в XLVIII народно събрание. От 2016 г. е председател на ДСБ в община Дупница. Той е граждански активист, организатор е на протестите в защита на Рила и Пирин в Дупница, както и срещу изгарянето на отпадъци в ТЕЦ „Бобов дол“.

## Биография
Николай Табаков е роден на 24 декември 1970 г. в град Дупница, Народна република България.
Като музикант свири на ударни инструменти, участва в групите: „Krater“ (1988-1994), „Blues Traffic“ (от 1997 г.), „Бобо, Тошо и Табаков“ (1997-2002), „Da Small Tragoediaz“ (2010-2015), „ПоЖар“ (2012-2013), „Assamblend“ (от 2015 г.).